# Катвейк, Пауль ван
Пауль ван Катвейк (нидерл. Paul van Katwijk; 7 декабря 1885, Роттердам — 11 декабря 1974, Даллас) — нидерландско-американский пианист, дирижёр, композитор и музыкальный педагог.
Учился в консерваториях Гааги, Берлина и наконец в Вене у Леопольда Годовского. С 1912 г. жил в США, первоначально обосновался в Де-Мойне, где 1913—1921 гг. преподавал в Университете Дрейка, играл на фортепиано в университетском фортепианном трио, некоторое время возглавлял местный оркестр. С 1921 г. Катвейк перебрался в Даллас, где принял руководство Далласским мужским хором. В 1925 г. после внезапной смерти Уолтера Фрида он возглавил Далласский симфонический оркестр, которым руководил до 1937 г.
Многие годы Катвейк был деканом музыкального отделения Южного методистского университета. По словам одной из учениц, «он был непревзойдённым образцом для подражания. Он показал мне, что можно играть на фортепиано и быть милым человеком» .
Из собственных музыкальных сочинений Катвейка относительной известностью пользовалась сюита «Голландия». Катвейку принадлежит также популярное фортепианное переложение прелюдии из Шестой сонаты Баха для скрипки соло (опубликовано в 1938 г.).